# Accuracy International L96A1 / Arctic Warfare
Accuracy International L96A1 / Arctic Warfare — снайперская винтовка Британского производства, разработанная в компании Accuracy International.
Комплектуется оптическим прицелом Leupold Mark 4 фиксированной кратностью х10. Также на L96A1 устанавливаются прицел L1A1 компании «Schmidt & Bender» (Германия) класса 6х42 или прицел LORIS «Геодезис Дефенс».
В отличие от L42, новая винтовка производства фирмы Accuracy International была изначально спроектирована как снайперская, а не являлась доработкой пехотной винтовки.
L96 сразу же подверглась модернизации. Большое количество ее модификаций было принято на вооружение различными подразделениями армии и полиции Великобритании.

Механизм питания — сменный магазин на 10 патронов с расположением патронов в шахматном порядке. Оптические прицелы — Hensoldt «Sight 90» 10×42 мм; Schmidt & Bender PM 10×42 мм, PM6×42 мм или переменное увеличение PM3-12×50M; Leupold Vari — X3,5×10 Tactical или Mark 4 серий M1-10x, M1-16x, M3-10x. Приклад — система шасси, основанная на станинно-опорной рельсовой оружейной технологии; на шасси из алюминиевого сплава ударный механизм закреплён болтами и при помощи эпоксидного клея. Двухсоставные панели приклада с отверстием для большого пальца, сделанные из армированного нейлона (AW — зелёные, AWP — чёрные), соединяются с помощью шайб и винтов с особыми головками. Отделка — ствол и ствольная коробка: зелёные (AW), эпоксидная краска.

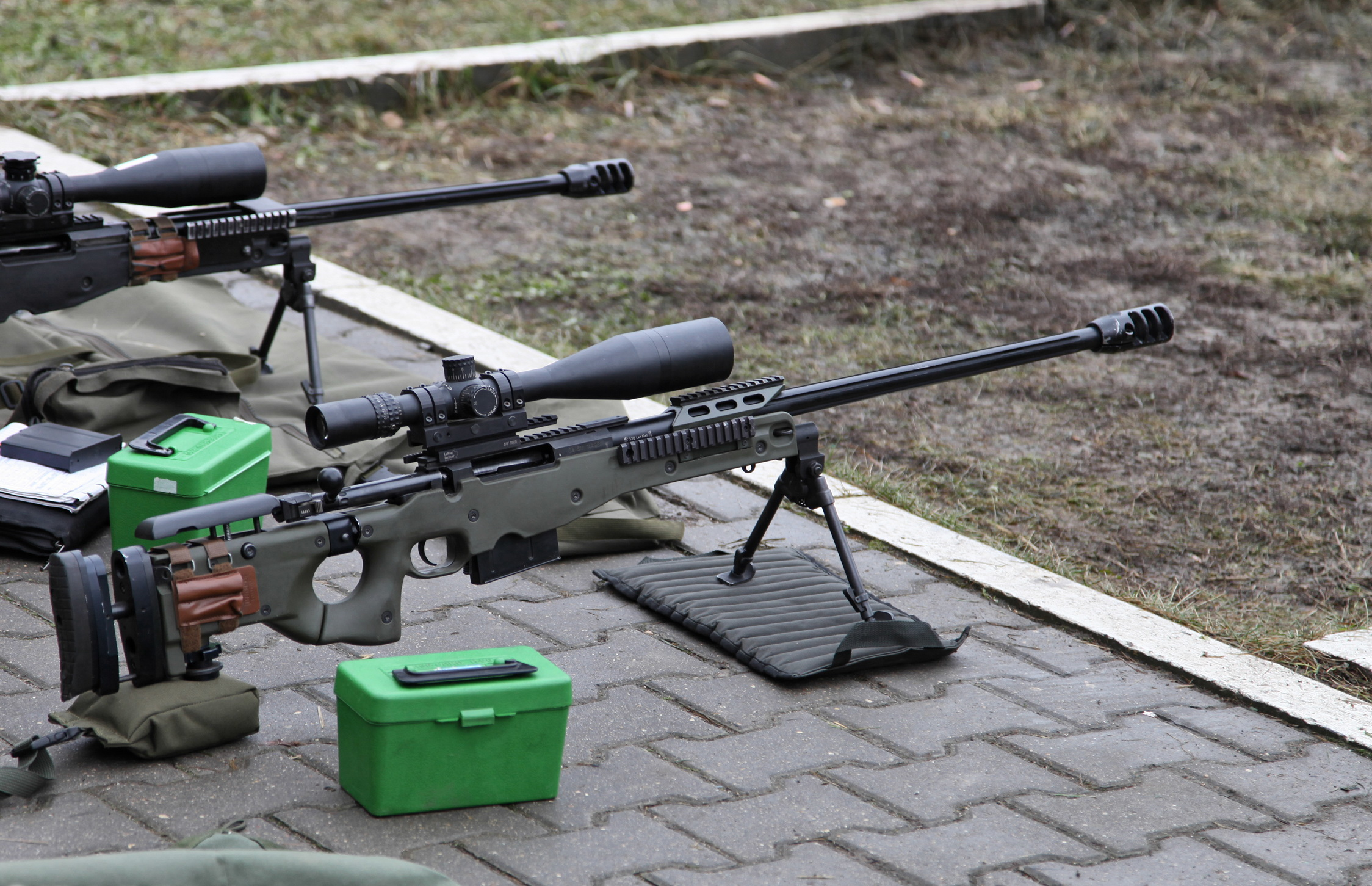
Accuracy International AW .338 LM

При стрельбе из снайперской винтовки применяется широкий спектр патронов благодаря тому, что винтовка имеет сменный ствол, выполненный из нержавеющей стали путём холодной ковки. Arctic Warfare, Police, Folding: 7,62×51 мм NATO (.308 Win); Magnum: .338 Lapua Magnum (8,60×70 мм), .300 Win Mag, 7 мм Rem Mag; super magnum: .50BMG . Технически представляет собой 5 зарядную (в .308 калибре) винтовку с продольно-скользящим поворотным затвором. Подача патронов при стрельбе производится из отъёмных коробчатых магазинов ёмкостью 5, либо 10 патронов. В целом представляет собой высокоточную тактическую винтовку экстра-класса, отлично зарекомендовавшую себя надёжной работой в самых тяжёлых условиях в различных армиях мира. В зависимости от патрона и ствола обеспечивает кучность от 0,4 до 0,7 МОА. То есть, при использовании некоторых патронов, базовая модель AW укладывает пять выстрелов со ста метров в круг от 11,6 до 20,3 мм.

## Варианты и модификации
- Accuracy International AE (Accuracy Enforcement) — модель 2001 года

- AWS (Arctic Warfare Suppressed) — с глушителем

Сравнительные характеристики различных вариантов винтовок AW:
| Применяемый боеприпас                                              | Длина ствола, дюймов        | Общая длина, мм | Масса, кг | Нарезы | Наличие дульного тормоза | Магазин                   | Эффективная дальность стрельбы, м |
| ------------------------------------------------------------------ | --------------------------- | --------------- | --------- | ------ | ------------------------ | ------------------------- | --------------------------------- |
| .243 Winchester                                                    | 24                          | 1120            | 6,6       | 4      | нет                      | Двухрядный на 10 патронов | 550                               |
| 7,62×51 мм НАТО                                                    | 20                          | 1020            | 6,1       | 4      | нет                      | Двухрядный на 10 патронов | 550                               |
| 7,62×51 мм НАТО                                                    | 20                          | 1020            | 6,1       | 4      | да                       | Двухрядный на 10 патронов | 550                               |
| 7,62×51 мм НАТО                                                    | 24                          | 1120            | 6,6       | 4      | нет                      | Двухрядный на 10 патронов | 600                               |
| 7,62×51 мм НАТО                                                    | 26                          | 1180            | 6,4       | 4      | да                       | Двухрядный на 10 патронов | 1000                              |
| 7,62×51 мм НАТО (с возможностью использования дозвуковых патронов) | 16 (28 вместе с глушителем) | 1230            | 7,3       | 4      | нет                      | Двухрядный на 10 патронов | 180                               |
| .300 Winchester Magnum                                             | 26                          | 1200            | 6,5       | 4      | да                       | Однорядный на 5 патронов  | 1200                              |
| .338 Lapua Magnum                                                  | 27                          | 1230            | 6,9       | 6      | да                       | Однорядный на 5 патронов  | 1500                              |

## Эксплуатанты
| - Аргентина - Австралия — под названием SR98 - Азербайджан - Армения - Бангладеш - Бельгия - Великобритания — L96A1, L118A1 и AWS (22SAS) - Германия — G22 - Гонконг — используется спецназом полиции Гонконга - Грузия - Индия - Индонезия — AW и AWP - Ирландия - Испания - Италия - Латвия - Северная Македония | - Малайзия - Мальта - Нидерланды — В «Korps Commandotroepen» (несколько 7,62×51 mm NATO) - Новая Зеландия - Польша — .338 Lapua Magnum AWM Wojska Specjalne - Португалия - Филиппины — Используется спецназом полиции и «Special Action Force» - Хорватия - Республика Корея - Россия — Используется спецподразделением ФСБ «Альфа» - Сингапур - США — Дельта, Морские котики - Таиланд - Турция - Украина — Спецназ СБУ - Швеция — L96A1 AW или под названием Psg 90 - Шри-Ланка |